# Dirk Jan Struik
Dirk Jan Struik (Rotterdam, 30 september 1894 - Belmont, Massachusetts, 21 oktober 2000) was een Nederlands-Amerikaanse wiskundige en wetenschapshistoricus, bekend geworden door zijn A Concise History of Mathematics uit 1948.

## Levensloop
Struik werd geboren in Rotterdam. Van 1906 tot en met 1911 bezocht hij daar de hbs (destijds: Hoogere Burger School). Daarna studeerde hij van 1912 tot 1917, tijdens de Eerste Wereldoorlog, wiskunde aan de Universiteit van Leiden. In deze jaren was hij al enthousiast over de Russische communistische revolutie.
Voor en na zijn afstuderen was hij gedurende zeven jaar aan de Technische Hogeschool in Delft assistent bij J.A. Schouten. Struik promoveerde in 1922 onder supervisie van de meetkundige Willem van der Woude aan de Universiteit van Leiden. In deze jaren was hij ook leraar wiskunde op het Vossius Gymnasium te Amsterdam.
Van 1924 tot 1926 kwam hij in aanmerking voor een Rockefeller Fellowship. Van het geld studeerde hij aan de Universiteit van Rome en aan de Universiteit van Göttingen. Hij begon zijn carrière in de Verenigde Staten in 1926. In dat jaar werd hij tot lector aan het Massachusetts Institute of Technology benoemd.
In 1934 nam hij de Amerikaanse nationaliteit aan. Struik is internationaal bekend geworden door zijn boek A Concise History of Mathematics (1948) over de geschiedenis van de wiskunde, dat in ten minste 18 talen (waaronder het Nederlands) is verschenen. In 1960 ging Struik met pensioen, maar tot 1992 bleef hij met grote regelmaat publiceren.
Hij stond bekend om zijn communistische politieke overtuigingen, die hem in de jaren 50, op het hoogtepunt van de Koude Oorlog, aanzienlijke moeilijkheden bezorgden (hij heeft zelfs moeten getuigen voor het Comité van on-Amerikaanse Activiteiten van senator Joseph McCarthy), maar tijdens zijn academische carrière zijn die nooit een reden geweest voor hem om het land te verlaten. Na zijn emeritaat in 1960 kon hij echter niet de status van emeritus-professor van het MIT krijgen, waarop hij uitnodigingen uit Puerto Rico, Costa Rica en Utrecht aannam. Hij heeft zich bijzonder ingezet voor de bevordering van de wiskundestudie in Latijns-Amerika. 
Hij publiceerde verschillende 'leerboeken' over het communisme onder het pseudoniem O. Verborg. 
Dirk Jan Struik overleed op de hoge leeftijd van 106 jaar.

## Publicaties, een selectie
- Grundzüge der mehrdimensionalen Differentialgeometrie in direkter Darstellung. Springer-Verlag 1922, DOI:10.1007/978-3-642-50680-2.
- Yankee Science in the Making, 1948.
- A Concise History of Mathematics, 1948.
- Geschiedenis van de wiskunde, 1965. Nederlandstalige bewerking van A Concise History of Mathematics door de auteur. Uitgave door Het Spectrum als Aula pocket 165.
- Het land van Stevin en Huygens, 1956.
- Geschiedenis van de wiskunde, 1988. Dit betreft een heruitgave als Aula Paperback 178 door uitgeverij Het Spectrum. Hieraan is een hoofdstuk t.a.v. de twintigste eeuw toegevoegd.

Werk over Dirk-Jan Struik
- "Dirk Jan Struik: Met wiskunde kun je oud worden!", Pythagoras, februari 1997.
- "Dirk jan Struik: 1894-2000," MacTutor biography 1997-2019.
- Gerard Alberts, "In memoriam: Dirk Struik (1894-2000)," Nieuw Archief voor Wiskunde, 2000.
- G. Alberts & W.T. van Est, "Levensbericht D.J. Struik," in: Levensberichten en herdenkingen, 2002, Amsterdam, pp. 107-114.